# (31937) Kangsunwoo
2000 GZ98 (asteroide 31937) é um asteroide da cintura principal. Possui uma excentricidade de 0.14190810 e uma inclinação de 4.55461º.
Este asteroide foi descoberto no dia 7 de abril de 2000 por LINEAR em Socorro.